# Strachoňovice
Strachoňovice (en allemand : Strachonowitz) est une commune du district de Jihlava, dans la région de Vysočina, en République tchèque. Sa population s'élevait à 92 habitants en 2024.

## Géographie
Strachoňovice se trouve à 6 km au sud-sud-est de Telč, à 31 km au sud-sud-ouest de Jihlava et à 130 km au sud-est de Prague.
La commune est limitée par Radkov et Zvolenovice au nord, par Dolní Vilímeč à l'est, par Červený Hrádek au sud-est, par Hříšice au sud, et par Černíč au sud-ouest et à l'ouest.

## Histoire
La première mention écrite de la localité date de 1353.